# James Turner (jogador de rugby)
James Turner (29 de agosto de 1998) é um jogador de rugby australiano, que joga na posição de ala.

## Carreira
Turner frequentou a Alma Mater Newington College de seu pai. Sua posição de jogo é ala. Ele foi nomeado no time Waratahs para a 2ª rodada da competição Super Rugby Trans-Tasman. Ele anteriormente representou o NSW Country Eagles no Campeonato Nacional de Rugby de 2019.
Turner competiu pela Austrália Sevens na Copa do Mundo de Rugby Sevens de 2022 na Cidade do Cabo.
Em 2024, ele foi convocado para a equipe da Austrália para as Olimpíadas de Verão de 2024 em Paris.